# 德爾戈波爾市鎮

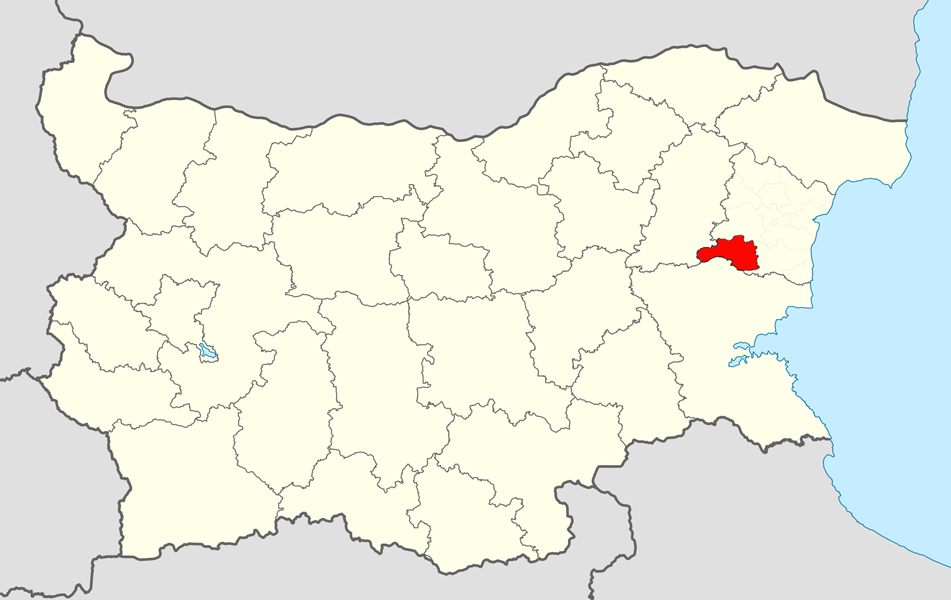

德爾戈波爾市，是保加利亞的城鎮，位於該國東北部，由瓦爾納州負責管轄，首府設於德爾戈波爾，面積442平方公里，2009年人口14,364，人口密度每平方公里32.5人。
43°0′N 27°20′E / 43.000°N 27.333°E